# Acalyptris lascuevella
Acalyptris lascuevella là một loài bướm đêm thuộc họ Nepticulidae. Chúng có thể phân bố rộng khắp các vùng nhiệt đới và cận nhiệt đới của Trung Mỹ. Hiện tại, chúng được tìm thấy ở Belize (dãy núi Maya) và México (bờ biển Thái Bình Dương ở vùng Oaxaca).
Nơi ở bao gồm các rừng nhiệt đới.
Sải cánh dài khoảng 3.4 mm. Con trưởng thành bay từ tháng 11 đến tháng 12 ở Mexico và tháng 4 ở Belize.